# Górna Grupa
Górna Grupa – wieś kociewska w Polsce położona w województwie kujawsko-pomorskim, w powiecie świeckim, w gminie Dragacz przy drodze krajowej 91. Wieś jest siedzibą sołectwa Górna Grupa, w którego skład wchodzi również miejscowość Stare Marzy. Według Narodowego Spisu Powszechnego (III 2011 r.) Górna Grupa liczyła 403 mieszkańców. Jest siódmą co do wielkości miejscowością gminy Dragacz.
W latach 1954–1968 wieś należała i była siedzibą władz gromady Górna Grupa, po jej zniesieniu w gromadzie Dragacz. W latach 1975–1998 miejscowość administracyjnie należała do województwa bydgoskiego.
Znajduje się tu Dom Misyjny Księży Werbistów z muzeum misyjno-etnograficznym.
20 listopada 1863 nastąpiło poświęcenie kościoła ewangelickiego według projektu Friedricha Stülera. Świątynia funkcjonowała do 1945 i trzy lata później została rozebrana.

## Pożar
31 października 1980 roku miał miejsce pożar filii szpitala psychiatrycznego w Górnej Grupie. W płomieniach zginęło 55 osób, a 26 doznało ciężkich poparzeń. Stało się to kanwą do powstania piosenki „A my nie chcemy uciekać stąd" Przemysława Gintrowskiego, użytej w filmie „Ostatni dzwonek" w reżyserii Magdalena Łazarkiewicz.

## Ochrona przyrody
We wsi znajduje się kilka pokaźnych rozmiarów drzew uznanych w 1991 roku za pomniki przyrody:
| Nr | Nazwa          | Sztuk | Obwód                                | Lokalizacja             |
| 1. | Dąb szypułkowy | 3     | 350, 280, 250 cm                     | cmentarz poewangelicki  |
| 2. | Dąb szypułkowy | 7     | 520, 430, 390, 330, 330, 320, 300 cm | zespół parkowo-pałacowy |
| 3. | Dąb szypułkowy | 1     | 470 cm                               |                         |

Inne miejscowości o nazwie Grupa: Grupa, Dolna Grupa, Grupa-Osiedle